# مسجد السيدة سكينة
مسجد السيدة سكينة ، أحد أشهر مساجد القاهرة.

## الموقع
يقع المسجد في مصر في مدينة القاهرة.

## صاحبة المسجد
يذكر النسابة العبيدي رواية في كتابه أخبار الزينبات بأن سكينة بنت الإمام الحسين (ع) رحلت لمصر وهي : «حدّثني أبي ، عن أبيه ، عن جدّي ، عن محمّد بن عبد اللّه ، عن جعفر بن محمّد الصادق ، عن أبيه ، عن الحسن بن الحسن ، قال : لمّا خرجت عمّتي زينب من المدينة خرج معها من نساء بني هاشم : فاطمة ابنة عمّي الحسين ، واُختها سكينة .» ، وعلى المشهور بأنها سكينة بنت الإمام الحسين ، نقل الأجهوري عن الشعراني أنه قال في منته أن المدفونة هي سكينة أخت الحسين  ، وفي قول آخر أنها سكينة بنت الإمام علي السجاد زين العابدين.

## وصفه
المسجد الموجود حاليا يرجع إلى عهد عبد الرحمن كتخدا سنة 1173هجرية ، ثم جددته بعد ذلك وزارة الأوقاف في القرن الثالث عشر الهجري، وعلى باب المقصورة النحاسية نجد لوحة تذكارية مؤرخة سنة 1266 هجرية.
أما عن ضريح السيدة سكينة الذي يقع بحى الخليفة بالقاهرة بالشارع المسمى باسمها، فقد اختلف المؤرخون في صحة وجودها به.

## وصلات خارجية
- المصري اليوم